# Sepp-Herberger-Stiftung
Die Sepp-Herberger-Stiftung (offiziell: DFB-Stiftung Sepp Herberger) ist eine Stiftung des Deutschen Fußball-Bundes (DFB), die im März 1977 zu Ehren des früheren Nationalspielers und Nationaltrainers Sepp Herberger errichtet wurde. Sie war das Geschenk des DFB zu Herbergers 80. Geburtstag, der am 28. März 1977 begangen wurde. Sie ist die älteste Fußballstiftung Deutschlands.
Sepp Herberger, dessen Ehe mit seiner Frau Eva kinderlos blieb, hatte – getreu seinem Lebensmotto: "Wer oben ist, darf die unten nicht vergessen" – den Wunsch, seinen Nachlass in "guten Händen" zu wissen. Aufgabe der Stiftung ist es, soziale und karitative Projekte zu fördern und zu unterstützen. Dazu gehören Projekte im Behindertenfußball, zur Resozialisierung von Strafgefangenen sowie zur Förderung des Fußball-Nachwuchses in Schulen und Fußballvereinen und das DFB-Sozialwerk. Noch zu Lebzeiten engagierte sich der „Bundessepp“ selbst für die Resozialisierung von Strafgefangenen. Nach Herbergers Tod am 28. April 1977 und dem seiner Frau Eva im Jahre 1989 ging das Privatvermögen der Familie in das Eigentum der Stiftung über.
Die Stiftung hat seit September 2013 ihren Sitz auf dem Gelände der Sportschule Hennef.

## Geschichte der Stiftung
Die Geschichte der DFB-Stiftung Sepp Herberger beginnt am 28. März 1977. An diesem Tag wurde mit einem Festakt im Barockschloss zu Mannheim der 80. Geburtstag Herbergers begangen. Das Geschenk des DFB überbrachte der damalige Präsident Hermann Neuberger: Er gab die Errichtung der Sepp-Herberger-Stiftung des Deutschen Fußball-Bundes bekannt. „Kann der DFB, dessen Ehrungen Du alle seit langem schon besitzt und trägst, Dir deshalb heute mit etwas Würdigerem danken als mit der Absicht, Dein Wirken und Wollen durch eine Stiftung fortzusetzen, die Deinen Namen trägt?“, fragte Neuberger am 28. März 1977 in seiner Laudatio auf Sepp Herberger. „Lieber Sepp, die ganz in Deinem Sinne aufgebaute Stiftung möge den beabsichtigten Weg mit hoffentlich beachtlichem Erfolg gehen.“ Der DFB erfüllte damit seinem Rekordnationaltrainer (1936–1964) einen Lebenstraum. Dem „Chef“, wie Herberger genannt wurde, war es immer wichtig, soziale und karitative Projekte zu fördern und zu unterstützen. Noch zu Lebzeiten engagierte er sich selbst für die Resozialisierung von Strafgefangenen. Genau einen Monat nach Errichtung der Stiftung, am 28. April 1977, erlag Herberger in einem Mannheimer Krankenhaus einem Herzinfarkt. Mit dem Tod seiner Frau Eva am 27. April 1989 ging das Privatvermögen der Familie in das Eigentum der Stiftung über. Das vom DFB ursprünglich zur Verfügung gestellte Grundvermögen in Höhe von einer Million DM wuchs dadurch deutlich an. Der umfassende Nachlass Herbergers (mehr als 360 Aktenordner Schriftgut und etliche Memorabilien) wurde Eigentum der Stiftung und lagert heute im Archiv in der DFB-Zentrale in Frankfurt am Main. Ausgewählte Exponate sind zudem als Dauerleihgabe im Deutschen Fußballmuseum in Dortmund zu sehen.
In den Anfangszeiten zählten zu den Aufgaben die Unterstützung des Sports an Schulen und Hochschulen, die Förderung der sportmedizinischen Forschung und der sportärztlichen Betreuung oder die sportliche Entwicklungshilfe in Ländern, in denen gerade eine in aller Welt so populäre Sportart besondere Möglichkeiten bietet. Später folgte die Unterstützung des Behindertensports und die Resozialisierung von Strafgefangenen mithilfe des Fußballs. Ebenfalls erkannten die Stiftungsgründer schon im Jahr 1977 die gesellschaftspolitische Aufgabe der Integration und halfen ausländischen Jugendlichen und Arbeitnehmern bei der Eingliederung in Vereine und Wettbewerbe aller Spielklassen. Die Unterstützung und Betreuung von Menschen, die als aktive Sportler, als ehrenamtliche oder hauptamtliche Mitarbeiter im Sport Schäden erlitten haben oder notleidend sind, war ein weiterer Schwerpunkt der Stiftung.
Im Jahr 2007 wurde die Stiftungstätigkeit auf vier Schwerpunktbereiche fokussiert.

## Gremien und Botschafter
Organe sind der Vorstand und das Kuratorium. Dem Vorstand gehören der Vorsitzende, DFB-Vizepräsident Dirk Janotta, der Schatzmeister, Dr. Stephan Osnabrügge, und der Geschäftsführer, Tobias Wrzesinski, an. Vorsitzender des Kuratoriums ist DFB-Ehrenmitglied Hermann Korfmacher. Seine Stellvertreter sind DFB-Generalsekretär Dr. Friedrich Curtius und Michael Herberger. Weitere Mitglieder des Kuratoriums sind Persönlichkeiten der Gesellschaft, der Politik und des Fußballs.
Die Botschafter der Stiftung sind: Tina Theune, Wolfgang Dremmler, Jens Nowotny, Nadine Keßler, Ottmar Hitzfeld und Timo Hildebrand.

## Engagement
Die Aktivitäten und Fördertätigkeiten der Stiftung stützen sich auf die vier Säulen Behindertenfußball, Resozialisierung von Strafgefangenen, Förderung des Fußball-Nachwuchses in Schulen und Fußballvereinen sowie das DFB-Sozialwerk. Mit dem DFB-Sozialwerk unterstützt die Stiftung in Not geratene Mitglieder der Fußballfamilie. Es war der ausdrückliche Wunsch von Sepp und Eva Herberger, dass dazu ihr Privatvermögen eingesetzt wird. Aktuell initiiert die Stiftung in ihren vier Schwerpunktbereichen sechs eigene Projekte.

### Behindertenfußball
Um Fußballern mit Behinderungen bundesweit den Zugang in die Fußballfamilie zu erleichtern, finanziert die Sepp-Herberger-Stiftung in den DFB-Landesverbänden Beauftragte für Fragen des Behindertenfußballs. Diese Inklusionsbeauftragte sind bundesweite Ansprechpartner.

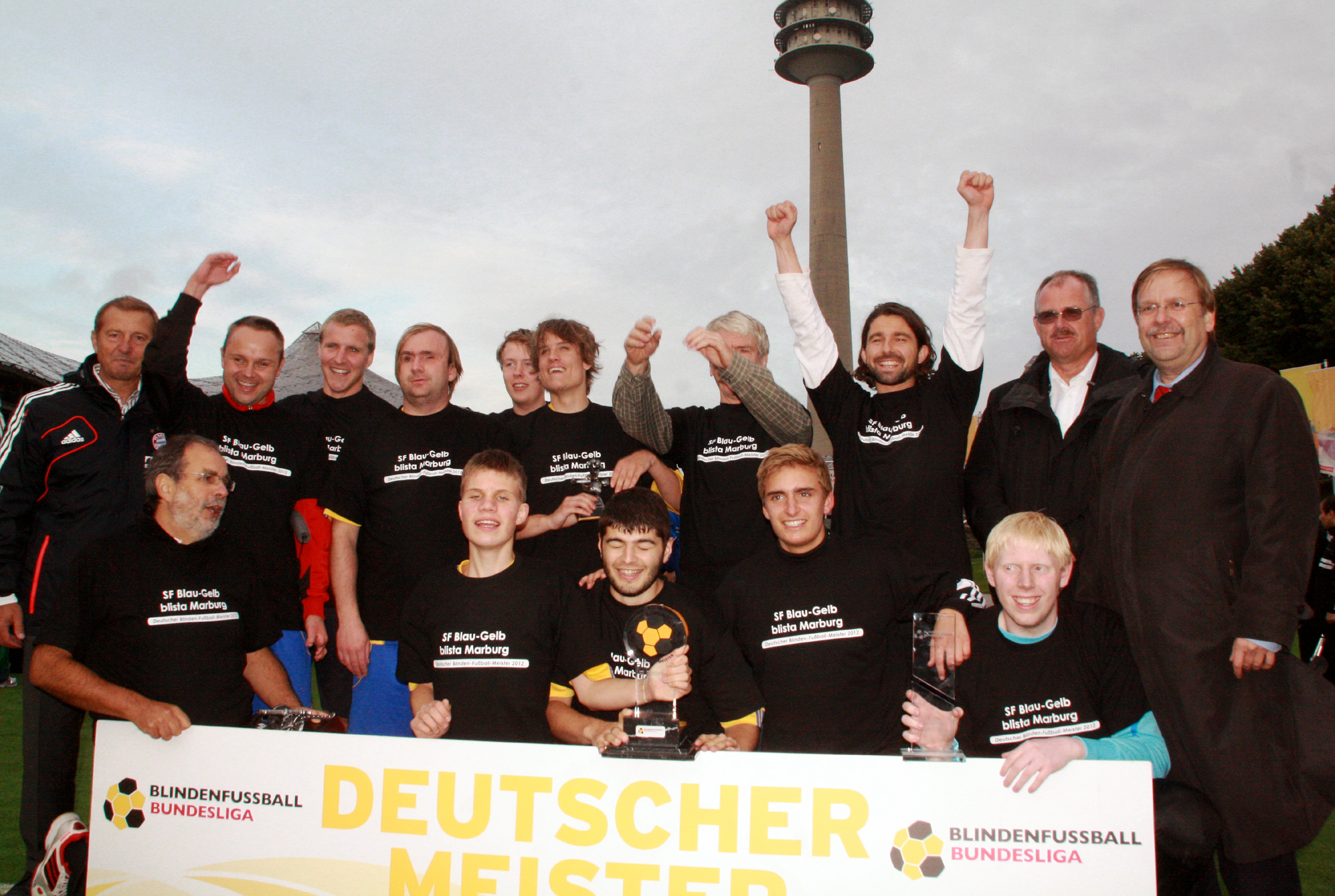
Blindenfußball-Meister 2012 Sportfreunde Blau-Gelb Marburg

Seit dem Jahr 2008 organisiert die Stiftung gemeinsam mit dem Deutschen Behindertensportverband (DBS) sowie dem Deutschen Blinden- und Sehbehindertenverband (DBSV) die Blindenfußball-Bundesliga. Die europaweit einzigartige Spielrunde für blinde und sehbehinderte Menschen geht dabei für den Behindertensport beispielhafte Wege. Saisonauftakt und -abschluss werden in zentraler Innenstadtlage durchgeführt. Im Jahr 2020 finden fünf weitere Spieltage in Magdeburg, Hamburg, Dortmund, Stuttgart und Erfurt statt. Teilnehmende Teams an der Saison 2020 sind der FC Schalke 04, Borussia Dortmund, die Sportfreunde Blau-Gelb Blista Marburg, der FC St. Pauli, der MTV Stuttgart und die Spielgemeinschaft SG PSV Köln/Hertha BSC.
Zudem veranstaltet die Stiftung seit dem Jahr 2000 die deutsche Meisterschaft der Werkstätten für behinderte Menschen. In Kooperation mit der Bundesarbeitsgemeinschaft Werkstätten für behinderte Menschen (BAG WfbM) werden jährlich 16 Herrenmannschaften sowie derzeit acht Frauen-Teams mit mehr als 350 aktiven Spielerinnen und Spielern zu einem viertägigen Turnier eingeladen.

### Resozialisierung von Strafgefangenen
Das Engagement im Strafvollzug ist die älteste Säule der Stiftungsarbeit. Sepp Herberger selbst besuchte im Jahr 1970 die baden-württembergische Justizvollzugsanstalt Bruchsal und machte sich anschließend das Wirken in Haftanstalten zur Lebensaufgabe. Dieses Bemühen wurde sieben Jahre später in der Stiftung institutionalisiert. Nach dem Tode Herbergers engagierte sich Fritz Walter weiter als Botschafter für die Stiftung und besuchte in dieser Funktion bundesweit mehr als 200 Mal eine Justizvollzugsanstalt. Noch heute sind die Besuche der Stiftungsbotschafter in den Strafanstalten stark nachgefragt. Zahlreiche prominente Fußball-Persönlichkeiten unterstützen auf diese Weise die Stiftungsarbeit.
Die Initiative „Anstoß für ein neues Leben“ unterstützt gezielt die Resozialisierung jugendlicher Strafgefangener. Gemeinsam mit der Bundesagentur für Arbeit, den Justizministerien der teilnehmenden Bundesländer, den DFB-Landesverbänden und weiteren Unterstützern, ist es das Ziel, die Jugendlichen aktiv auf die Zeit nach der Haftentlassung vorzubereiten.
In den teilnehmenden Anstalten werden „Anstoß-Mannschaften“ bestehend aus bis zu 15 jungen Männern oder Frauen im Alter zwischen 16 und 24 Jahren gegründet. Man bereitet sich gemeinsam auf die Zeit nach der Inhaftierung vor, durch ein wöchentliches Fußballtraining und ein mindestens einmal monatlich stattfindendes Angebot aus den Kategorien „Fußball“, „Arbeit/Schule/Beruf“ und „Soziales“. Zum Beispiel können die Teilnehmenden eine Schiedsrichter- oder Trainerausbildung absolvieren, oder Bewerber- und Anti-Gewalt-Trainings belegen.
Einmal im Jahr wird innerhalb einer Justizvollzugsanstalt das Turnier um den Sepp-Herberger-Pokal ausgetragen. Für jedes Bundesland nimmt eine Haftanstalt an der Veranstaltung teil. Insgesamt beteiligen sich derzeit 22 Justizvollzugs- und Jugendstrafanstalten aus zehn Bundesländern an der Initiative „Anstoß für ein neues Leben“, die im Jahr 2019 durch die UEFA als bestes europäisches Breitenfußballprojekt ausgezeichnet wurde.

### Förderung des Fußball-Nachwuchses in Schulen und Fußballvereinen
Sepp Herberger war ein Freund und engagierter Förderer des Fußball-Nachwuchses. Seine Leidenschaft für den Fußball wird noch heute in Schulen und Fußballvereinen an die Jüngsten weitergegeben.
Mit den Sepp-Herberger-Tagen veranstaltet die Stiftung gemeinsam mit den DFB-Landesverbänden und dem DFB-Team für Schulfußball bundesweit Fußballturniere für Grundschulen. Ziel ist es, möglichst viele Schülerinnen und Schüler in sportliche Bewegung zu bringen und neue Partnerschaften zwischen Grundschulen und Fußballvereinen zu entwickeln oder bestehende auszubauen.
Zudem verleiht die Stiftung alljährlich die Sepp-Herberger-Urkunden. Prämiert werden herausragende Aktivitäten aus dem Behindertenfußball, der Resozialisierung von Strafgefangenen sowie in der Kooperation zwischen Schulen und Fußballvereinen. Seit dem Jahr 2016 werden zudem zusammen mit dem Softwarekonzern SAP auch Fußballorganisationen geehrt, die sich im Bereich „Fußball Digital“ engagieren und dabei neue Technologien und Möglichkeiten nutzen. In der Kategorie „Sozialwerk“ wird zusammen mit der Horst-Eckel-Stiftung der „Horst-Eckel-Preis“ verliehen, mit dem ein Engagement für in Not geratene Fußballerinnen und Fußballer ausgezeichnet wird. Jährlich werden insgesamt bis zu 105 Urkunden verliehen. 13 besonders gelungene Aktivitäten erhalten im Rahmen einer Feierstunde mit prominenten Persönlichkeiten des deutschen Fußballs Geldpreise im Gesamtwert von 45.000 Euro.

### DFB-Sozialwerk
Aus Mitteln des privaten Nachlasses der Eheleute Herberger werden in Not geratene Mitglieder der Fußballfamilie unterstützt. Diese Förderung ist die Fortführung des Sozialwerkes des Deutschen Fußball-Bundes, das 1955 eingerichtet wurde. Sie ist ein wesentlicher Teil der Stiftungsarbeit. Mit dem DFB-Sozialwerk wird bei schweren Schicksalsschlägen geholfen, meist im Stillen und auf Hinweis der DFB-Landesverbände oder von Fußballvereinen.

## Finanzierung
Die Stiftung finanziert sich unter anderem aus Zuwendungen des DFB, aus Zinserträgen sowie Zuwendungen der „Freunde der Nationalmannschaft“. Der 1978 gegründete Förderverein hat es sich zur Aufgabe gemacht, die Arbeit der Sepp-Herberger-Stiftung finanziell zu unterstützen. In der Regel steuert alle zwei Jahre die Fußballnationalmannschaft über das Benefiz-Länderspiel einen großen Teil zum Stiftungshaushalt bei. Die weltweit einzigartige Partie für den guten Zweck wird von der DFB-Stiftung Egidius Braun veranstaltet. Seit Errichtung der Stiftung Sepp Herberger konnten bereits weit über 20 Millionen Euro für verschiedene soziale Projekte und Aktivitäten aufgewendet werden.